# Colwick Hall
Colwick Hall est une maison de campagne anglaise à Colwick, Nottinghamshire. C'est maintenant un hôtel. Le bâtiment est classé Grade II*.
Colwick Hall est construit en briques rouges, avec des pansements en pierre de taille et des toits en ardoise en croupe avec un bloc central de 2 étages et des ailes d'un étage. La façade comporte quatre piliers ioniques surmontés d'un fronton.

## Histoire
Les premières références au domaine se produisent à la mort de William de Colwick en 1362, lorsqu'il passe par le mariage de sa fille Joan à Sir Richard Byron, dans la famille Byron. Les Byron vivent là pendant plus de 150 ans jusqu'en 1660 environ, lorsqu'ils déménagent à Newstead Abbey et que Colwick Hall devient la propriété de la famille Musters.
John Musters remplace tous les bâtiments plus anciens par la maison actuelle en 1775–1776. La nouvelle maison est construite par le constructeur local, Samuel Stretton, d'après les plans de John Carr (architecte) (en) de York. Elle est entourée d'un fossé, traversé par un pont-levis du côté nord.
En 1805, le fils de John Musters, Jack, épouse Mary Chaworth, l'amoureuse d'enfance de Byron d'Annesley Hall (Nottinghamshire). En 1827, Jack hérite de Colwick Hall de son père, mais en 1831, lors des troubles du deuxième projet de loi de réforme, il est saccagé et en partie incendié par des émeutiers. Mary Chaworth Musters passe la nuit sous une pluie battante avec sa fille Sophia, accroupie sous les arbustes et est décédée à Wiverton Hall environ quatre mois plus tard, du choc.
Le fils aîné de Jack et Mary, John George Chaworth Musters (1807–1842), est décédé avant son père. Il épouse Emily Hamond, la plus jeune fille de Philip Hamond de Westacre, Norfolk. Tous deux sont morts de la tuberculose, laissant trois enfants orphelins. Le fils aîné, John Chaworth Musters (1838–1887), hérite des domaines de son grand-père Jack en 1847. Il est à son tour remplacé en 1887 par son fils John Patricius Musters (1860–1921), qui en 1888 obtient l'autorisation d'ajouter le nom de famille Chaworth au sien.
En 1896, la maison est vendue à la Nottingham Racecourse Company - l'hippodrome ouvre ses portes en 1892, la maison devient un hôtel et le reste des bâtiments est utilisé pour accueillir les palefreniers et les jockeys.
Nottingham Corporation acquiert la maison de la Racecourse Company en 1965. Le bâtiment tombe ensuite en ruine jusqu'à ce qu'il soit sauvé par Chek Whyte, qui remporte un concours pour le restaurer. Il est ensuite vendu à Pearl Hotels and Restaurants.